# Serianthes calycina
Espèce
Serianthes calycina est une espèce de plantes à fleurs de la famille des Fabacées.

## Liste des variétés
Selon Tropicos (21 mai 2016) :
- variété Serianthes calycina var. kaalaensis I.C. Nielsen